# 마르코 골루비치
마르코 골루비치(크로아티아어: Marko Golubić, 2000년 7월 26일~)는 크로아티아의 태권도 선수이다. 2024년 하계 올림픽에 참가했으며 2023년 세계 선수권 대회에서 남자 라이트급 금메달을 획득했다.